# Nikołaj Jaroszenko
Nikołaj Aleksandrowicz Jaroszenko (ros. Николай Александрович Ярошенко) (ur. 1 grudnia?/13 grudnia 1846 w Połtawie, zm. 25 czerwca?/7 lipca 1898 w Kisłowodzku) – malarz rosyjski.
Był synem rosyjskiego oficera. Prócz kariery wojskowej poświęcił się także malarstwu. Studiował w szkole rysunku Iwana Kramskiego i w Akademii Sztuk Pięknych. W 1876 stał się wiodącym członkiem grupy rosyjskich malarzy – pieriedwiżników. Z czynnej służby wojskowej odszedł w 1892 w stopniu generała.

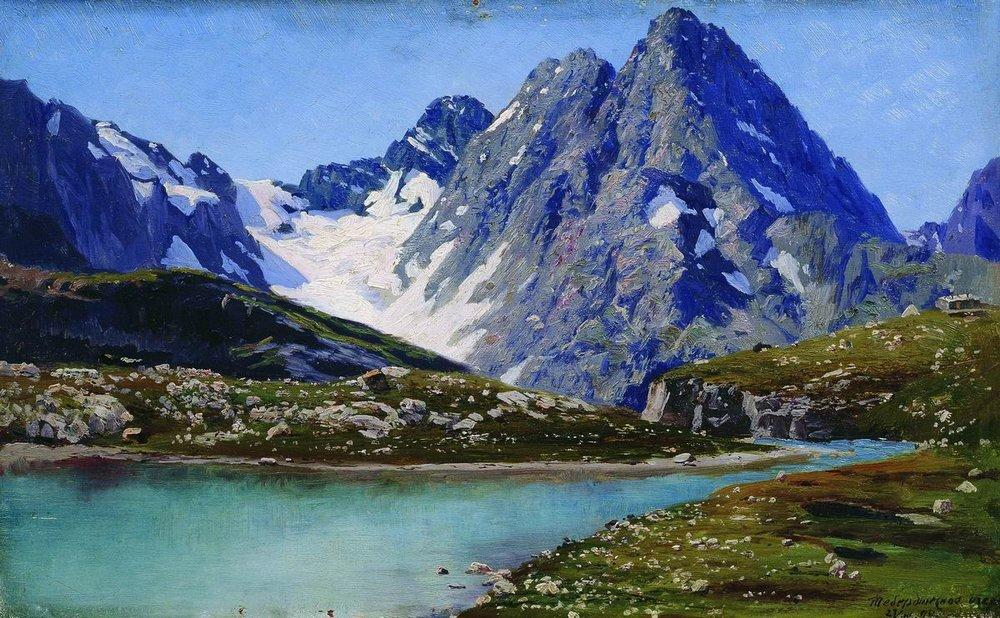